# Free banking
Free banking är ett monetärt system som karaktäriseras av att det inte finns några särskilda regleringar gentemot banker förutom dem som gäller för företag i allmänhet, och där bankerna också har rätt att ge ut egna papperssedlar. Historiskt har många länder haft perioder med olika varianter av något som skulle kunna betecknas som "free banking", åtminstone om det centrala i begreppet är bankers rätt att ge ut egna papperspengar. Två exempel är 1837–1862 i USA och 1830–1903 i Sverige. Den moderna diskussionen om free banking kan sägas ha startat med Friedrich Hayeks bok The Denationalization of Money från 1976, i vilken han förespråkar denna idé. Under 1980-talet utvecklades denna idé av ekonomiska teoretiker som Lawrence White, George Selgin och Charles Timberlake. 

## Historik

### Sverige
Ett av de längsta "försöken" med free banking skedde i Sverige från omkring 1830 till 1903. Eran startade i samband med Banklagen från 1834, då Sverige antog den internationella silverstandarden och introducerade riksdaler specie som nationell valuta. Det blev då också formellt tillåtet för så kallade enskilda banker att ge ut egna sedlar. Den första enskilda banken, Skånska Privatbanken, hade grundats 1831 och följdes snart av ytterligare 25 banker. 1873 ändrades valutan från Riksdaler till kronor och knöts till guldmyntfoten, vilket den skulle fortsätta att vara under hela fribanksperioden.

### USA

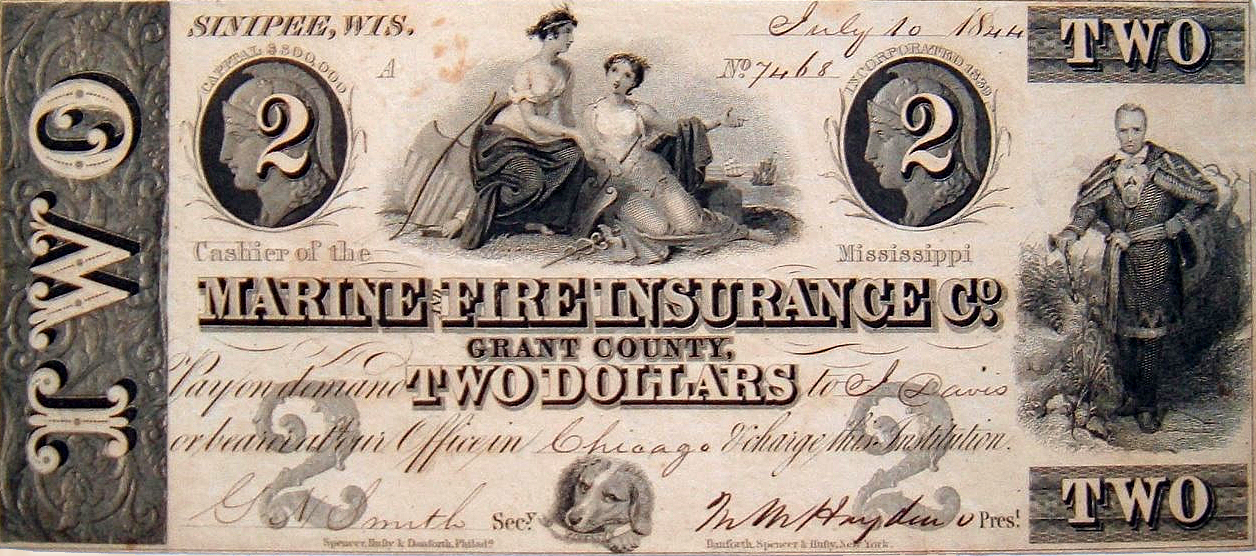
En amerikansk sedel utgiven av ett privat företag, 1844.

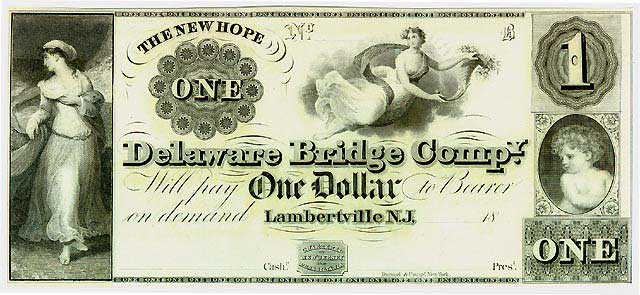
Delaware Bridge Company Dollar, som utgavs under USA:s period av free banking i mitten av 1800-talet.

1837–1862 hade USA inte någon centralbank. Istället var det olika privata aktörer som tryckte och lånade ut sedlar i olika valörer. De privata aktörerna (alltifrån privata banker till kyrkor, järnvägsföretag, städer och enskilda individer) garanterade att pengarna som lånades ut var uppbackade av guld, silver, fastigheter, aktier och en rad andra tillgångar. New York var en av de första delstaterna som införde fribankslagar, men sedan spred sig trenden över hela landet. De sedlar som aktörerna gav ut skulle täckas med säkerhet i form av federala eller delstatliga obligationer. En typisk täckning var obligationer till ett värde av 100 USD för att få ge ut lån till ett värde av 900 USD. Jämfört med dagens kommersiella banker var bankerna under free bank-eran kortlivade. Den genomsnittliga livslängden var fem år. Den vanligaste orsaken till konkurs var att bankerna inte kunde leva upp till sina löften att alla insättningar var uppbackade av guld, silver eller andra tillgångar. I tider av ekonomisk oro försökte människor helt enkelt att få ut sina besparingar i form av guld och silver med mera från bankerna. När bankerna inte längre kunde klara av det, på grund av att systemet byggde på fraktionella reserver, så gick de helt enkelt i konkurs. Systemet med privata aktörer som tryckte och gav ut egna sedlar kom att bli synonymt med wild cat banking, vilket är ett begrepp som kan leda till associationer mellan vilda djur i skogen och de "vilda bankerna".